# Jakob Jonas Björnståhl

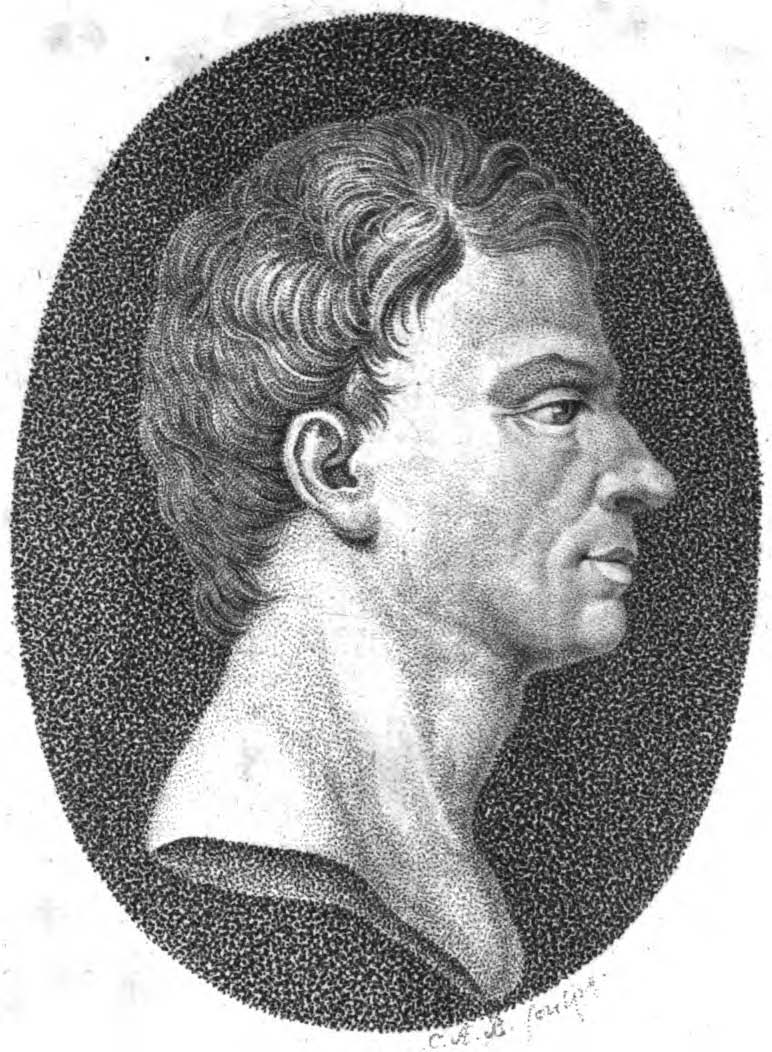
Jakob Jonas Björnståhl
(Kupferstich von 1806)

Jakob Jonas Björnståhl (* 23. Januar 1731 in Rotarbo, Provinz Södermanlands, Schweden; † 12. Juli 1779 in Thessaloniki) war Professor für orientalische und griechische Sprachen an der Universität Lund und ein angesehener Forschungsreisender.

## Leben und Wirken
Er war der Sohn von Magnus Gabriel Björnståhl, einem Unteroffizier der Armee und der Anna Regina Hjortsberg, der Tochter eines Pfarrers aus Husby-Rekarne (kleines Dorf in der heutigen Stadt Eskilstuna) besuchte die Grundschulen in Strängnäs, später studierte er an der Universität Uppsala. Dort hatte er dann im Jahre 1757 sein Studium der Philosophie absolviert. Später ernannte man ihn zum Professor für schwedische Philologie und ab dem Jahre 1765 war er Professor für orientalische Sprachen.
Von 1767 bis 1779 bereiste er verschiedene Länder in Europa und in Asien und von 1770 bis 1773 verweilte er in Italien. Die Briefe, die er während seiner Reisen geschrieben hatte, waren ursprünglich in schwedischer Sprache veröffentlicht und anschließend ins Deutsche und Italienische übersetzt worden.
Ab September 1774 hielt er sich in Den Haag auf, dort traf er sich auch regelmäßig mit Denis Diderot, welcher sich in dieser Stadt der Republik der Sieben Vereinigten Provinzen für einige Monate bei seiner Rückreise von Russland nach Paris aufhielt.
Er starb im Jahre 1779 in Thessaloniki wahrscheinlich an der Pest.

## Werke (Auswahl)
- Briefe auf seinen ausländischen Reisen an den Königlichen Bibliothekar C.C. Gjörwell in Stockholm. Bd. 1–4, (1779)